# 拉多姆卡河
51°42′31″N 21°26′07″E / 51.7087°N 21.4353°E

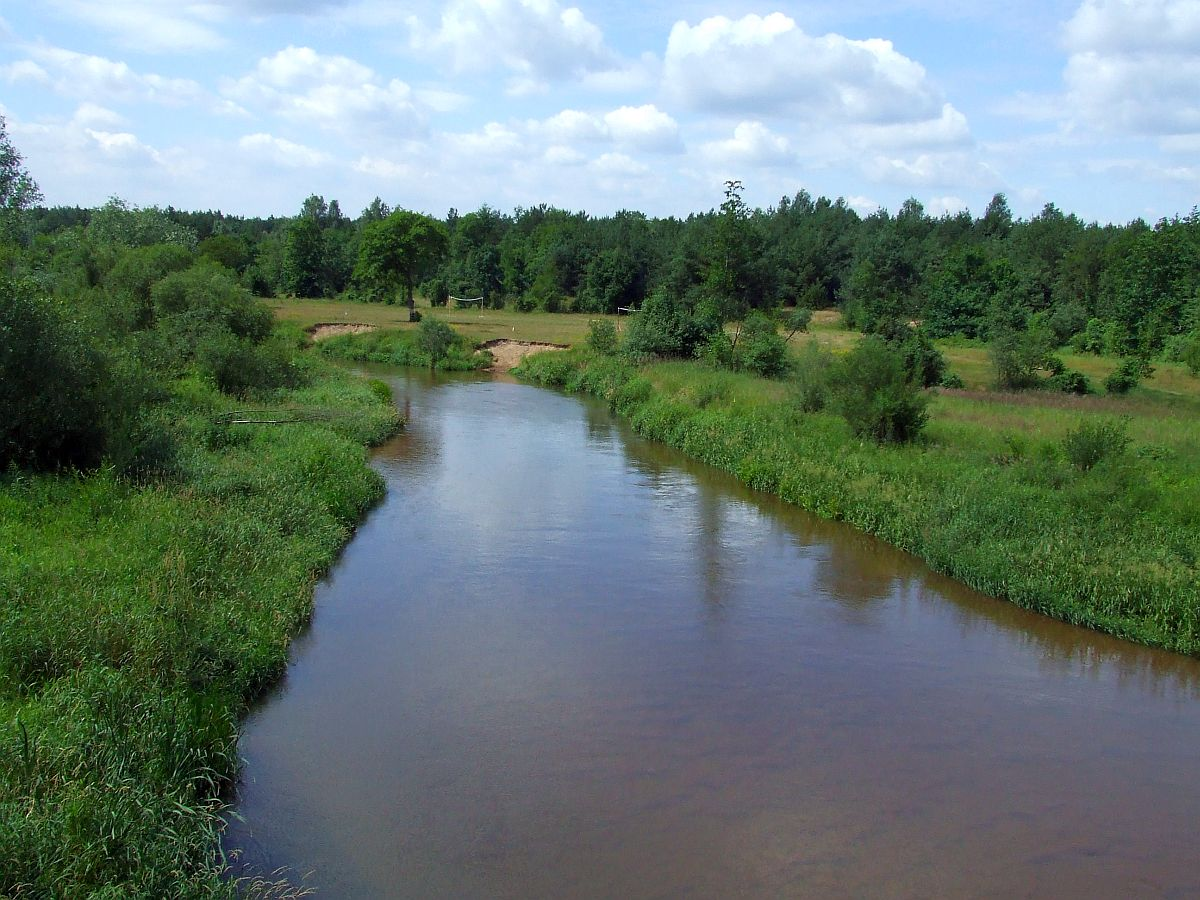

拉多姆卡河（波蘭語：Radomka）是波蘭的河流，位於該國中部馬佐夫舍省，屬於維斯瓦河的左支流。河道全長116公里，流域面積2,000平方公里，發源自普日蘇哈以南。